# Аппер-Елохомен (Вашингтон)
Аппер-Елохомен (англ. Upper Elochoman) — переписна місцевість (CDP) в США, в окрузі Вакаєкум штату Вашингтон. Населення — 178 осіб (2020).

## Географія
Аппер-Елохомен розташований за координатами 46°14′25″ пн. ш. 123°19′28″ зх. д. / 46.24028° пн. ш. 123.32444° зх. д. (46.240347, -123.324565).  За даними Бюро перепису населення США в 2010 році переписна місцевість мала площу 3,75 км², уся площа — суходіл.

## Демографія
Згідно з переписом 2010 року, у переписній місцевості мешкали 193 особи в 72 домогосподарствах у складі 57 родин. Густота населення становила 51 особа/км².  Було 82 помешкання (22/км²).
Расовий склад населення:
| - 96,9 % — білих - 2,6 % — корінних американців |

До двох чи більше рас належало 0,0 %. Частка іспаномовних становила 2,1 % від усіх жителів.
За віковим діапазоном населення розподілялося таким чином: 27,5 % — особи молодші 18 років, 47,6 % — особи у віці 18—64 років, 24,9 % — особи у віці 65 років та старші. Медіана віку мешканця становила 44,7 року. На 100 осіб жіночої статі у переписній місцевості припадало 107,5 чоловіків;  на 100 жінок у віці від 18 років та старших — 112,1 чоловіків також старших 18 років.
Цивільне працевлаштоване населення становило 22 особи. Основні галузі зайнятості: сільське господарство, лісництво, риболовля — 63,6 %, публічна адміністрація — 36,4 %.